# دندان‌درد
دندان‌درد (انگلیسی: Toothache) که با نام درددندان نیز شناخته می‌شود، نوعی درد است که در دندان یا ساختارهای نگهدارنده آن ایجاد می‌گردد که ناشی از بیماری‌های دندان یا درد ارجاعی از بیمارهای غیر دندانی است. تشدید دندان‌درد می‌تواند خواب، تغذیه و فعالیت‌های روزانه فرد را تحت تأثیر خود قرار دهد.
درد پالپیت دندان، دردی ضرباندار می‌باشد. درد های سوزشی و یکنواخت منشا دندانی ندارند.
درد هایی که یک ناحیه وسیع از استخوان فک را درگیر می‌کنند، غالبا منشا پالپیت دندانی ندارند.

## تسکین درمان
از گذشته تاکنون پزشکان و طبیبان روش‌های مختلفی را برای برطرف و ساکت کردن درد انجام دادند؛ که هرکدام بستگی به نوع و میزان درد مختلف بود.
پزشکان امروزه برای برطرف کردن درد دندان نه درمان! به صورت قرضی از
استامینوفن، ایبوپروفن، ژلوفن، نوافن، دگزامتازون، آسپرین و … استفاده می‌کنند که هرکدام بستگی به نوع شرایط خاص خودش متفاوت است.
حتی گونه ای از دارو است که به صورت موضعی به نام لیدوکائین تجویز می‌شود که سرعت تسکین درد به بیشتر از ۵ ثانیه نمی‌رسد، اما به صورت موقت است.
آنتی‌بیوتیک‌ها در تسکین درد دندانی، به صورت مستقیم اثر ندارند؛ صرفا از حجم عفونت دندان می‌کاهند. برای تسکین درد از مسکن ها، استفاده شود.

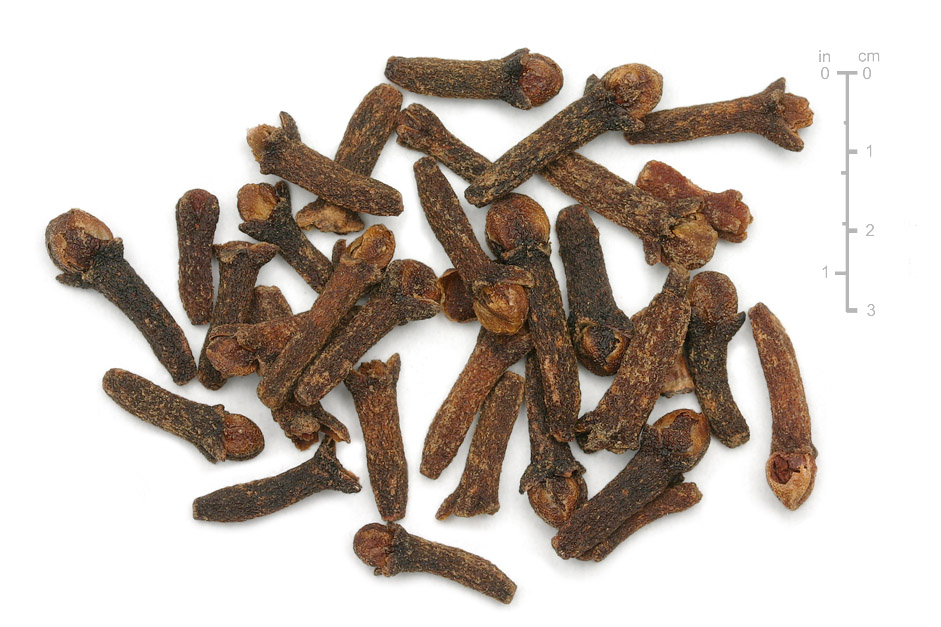
گل ادویه میخک

ولی در گذشته طبیبان طب سنتی قدیم از روش‌های خانگی و گیاهان طبیعی استفاده می‌کردند.
آنها با استفاده از داروهای تک و ترکیبی(مخلوط) برای تسکین درد استفاده می‌کردند.
از جملهٔ آنها که قویترین نوع خودش بود گل میخک نام داشت استفاده می‌کردند که یک شاخه کوچک آن معادل داروی لیدوکائین عمل می‌کرد.
همچنین از مواردی مثل:
- آویشن
- پونه
- زنجبیل
- روغن زیتون
- پیاز
- آب نمک
- نعناع
- سیاه دانه
- پوست درخت بید
- تریاک
- مهرگیاه
- تاتوره

نیز استفاده می‌کردند